# Richard Bampfylde
Richard Warwick Bampfylde, 4e baronnet (21 novembre 1722 - 15 juillet 1776) de Poltimore, North Molton, Warleigh, Tamerton Foliot et Copplestone dans le Devon et de Hardington dans le Somerset, Angleterre, est député d'Exeter (1743-1747) et pour le Devonshire (1747-1776).

## Biographie

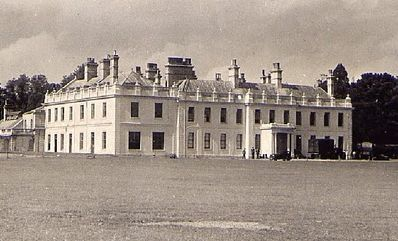
Poltimore House, siège de la famille Bampfylde

Il est le seul fils et héritier de Coplestone Bampfylde (3e baronnet) de Poltimore, North Molton et Warleigh dans le Devon et de Hardington dans le Somerset, et de sa femme Gertrude Carew, fille de John Carew (3e baronnet) d'Antony en Cornouailles. Il est baptisé à Poltimore dans le Devon.
En 1727, âgé de seulement cinq ans, il succède à son père comme baronnet. Il fait ses études au New College d'Oxford et obtient son diplôme de Master of Arts en 1741. Il est député d'Exeter de 1743 à 1747  puis du Devonshire de 1747 jusqu'à sa mort en 1776. Il est lieutenant-colonel de la milice du Devon oriental depuis sa formation en 1758 jusqu'à sa démission en 1771.

## Mariage et descendance
Le 8 août 1742 dans la chapelle de Somerset House, à Londres, il épouse Jane Codrington (d.1789), fille et héritière du colonel John Codrington de Charlton House Wraxall, Somerset, et ils ont six fils et sept filles dont:
- Charles Warwick Bampfylde (1751-1751), fils aîné mort en bas âge, enterré à Poltimore.
- Charles Bampfylde, 5e baronnet (1753-1823), député
- John Codrington Bampfylde (en) (1754-1797)[11] le poète[5].
- Amias Warwick Bampfylde (1757-1834)[11]
- Richard Warwick Bampfylde (1769-1834), nommé par son père recteur de Poltimore et également recteur de Black Torrington (Devon)[11]
- Charlotte Bampfylde (née en 1750), épouse d'Abel Moysey (1743-1831) de Hinton Charterhouse, Somerset, député de Bath (1774-1790) [12]
- Harriet, qui épouse George Daniell, un médecin.

En 1741, ses sièges sont à Copplestone et Poltimore dans le Devon et Hardington dans le Somerset. Sa maison de ville à Exeter est Bampfield House, démolie pendant la Seconde Guerre mondiale.
Bampfylde meurt le 15 juillet 1776 et est enterré à Poltimore. Il est remplacé comme baronnet par son fils aîné survivant Charles Bampfylde, 5e baronnet (1753-1823) .